# Snelwegparking Wetteren
De snelwegparking Wetteren is een geheel van twee snelwegparkings, Wetteren-Noord en Wetteren-Zuid, aan de autosnelweg A10/E40 tussen de Belgische steden Gent en Brussel op het grondgebied van de gemeente Wetteren. De parkings bevinden zich meteen na de oprit in Wetteren richting Brussel en meteen voor de afrit komende van Brussel. In de richting Brugge is de volgende snelwegparking Drongen, in de richting Brussel is dat Groot-Bijgaarden.

## Geschiedenis
In België verschenen de eerste snelwegparkings in de jaren 1970. De parking van Wetteren werd aangelegd tussen 1971 en 1980. De gebouwen, wegenis en parkeerplaatsen werden vernieuwd na 2010. De snelwegparking van Wetteren was de eerste in Vlaanderen met een beveiligde autosnelwegparking voor vrachtwagens.
Tijdens de Europese vluchtelingencrisis trok de parking van Wetteren regelmatig transmigranten aan die illegaal trachtten mee te liften met vrachtverkeer richting het Verenigd Koninkrijk. Na een steekpartij in 2018 werd de parking drie maanden gesloten, wat protest uitlokte van truckchauffeurs.

## Voorzieningen
Beide zijden bestaan uit een Shell-tankstation, een winkel met horeca, en parkeerplaatsen voor auto's en vrachtauto's.
De Federale Wegpolitie van Oost-Vlaanderen heeft een verkeerspost aanpalend aan de terreinen van Wetteren-Noord.